# Zólyom-személyi pályaudvar
Zólyom-személyi vasútállomás Zólyomban, a Zólyomi járásban van, melyet a Železničná spoločnosť Slovensko a.s. üzemeltet.

## Története
1952 és 1963 között, az mai állomás helyén létesült egy Zólyom-vár nevű megállóhely, a jelenlegi állomást 1959 augusztus 29.-én adták át.

## Forgalom
| Járat             | Útvonal | Gyakoriság |
| ----------------- | --- | ---------- |
| (Os) személyvonat | Zólyom-személyi – Zólyom-régi – Nagyszalatna – Végles – Pstruša - Dombszög - Gyetva - Krivány - Divényoroszi - Fűrész - Vámosfalva - Lónyabánya - Lónyabánya megállóhely - Patakalja - Losonctamási - Losonc – Ipolygalsa – Perse – Fülek-gyártelep – Fülek                                                             | Napi 9 pár |
| személyvonat (Os) | Zólyom-személyi – Zólyom-régi – Nagyszalatna – Végles – Pstruša - Dombszög - Gyetva - Krivány - Divényoroszi - Fűrész - Vámosfalva - Lónyabánya - Lónyabánya megállóhely - Patakalja - Losonctamási - Losonc | Napi 3 pár |
| személyvonat (Os) | Léva – Garamkelecsény – Nagykoszmály – Garamtolmács – Garamkovácsi – Garamszentbenedek-Psiare – Garamszentbenedek – Barsberzence – Újbánya – Garamrudnó – Garamrév – Alsóhámor – Zsarnóca – Szénásfalu – Geletnek – Garamszentkereszt megállóhely – Garamszentkereszt – Bezeréte-Jalná – Felsőbesenyő – Zólyom-személyi | Napi 5 pár |

## Vasútvonalak
Az állomást az alábbi vasútvonalak érintik:
- Érsekújvár–Zólyom-vasútvonal
- Zólyom–Csata-vasútvonal
- Zólyom–Kassa-vasútvonal
- Zólyom–Ruttka-vasútvonal
- Zólyom–Turócdivék-vasútvonal

## Kapcsolódó állomások
A vasútállomáshoz az alábbi állomások vannak a legközelebb: